# Earl of Devonshire
Earl of Devonshire ist ein erblicher britischer Adelstitel, der zweimal in der Peerage of England geschaffen wurde.

## Verleihungen und weitere Titel
Erstmals wurde der Titel am 21. Juli 1603 für Charles Blount, 8. Baron Mountjoy geschaffen. Er hatte bereits 1594 den Titel Baron Mountjoy geerbt, der am 20. Juni 1465 seinem Vorfahren Walter Blount verliehen worden war. Beide Titel erloschen bei seinem Tod am 3. April 1606.
In zweiter Verleihung wurde der Titel am 7. August 1618 für William Cavendish, 1. Baron Cavendish of Hardwick, geschaffen. Dieser war bereits am 4. Mai 1605 zum Baron Cavendish of Hardwick erhoben worden. Dessen Urenkel, der 4. Earl, wurde am 12. Mai 1694 zudem zum Duke of Devonshire erhoben. Das Earldom ist seither ein nachgeordneter Titel des jeweiligen Dukes.

## Liste der Earls of Devonshire

### Earls of Devonshire, erste Verleihung (1603)
- Charles Blount, 1. Earl of Devonshire (1563–1606)

### Earls of Devonshire, zweite Verleihung (1618)
- William Cavendish, 1. Earl of Devonshire (1552–1626)
- William Cavendish, 2. Earl of Devonshire (1591–1628)
- William Cavendish, 3. Earl of Devonshire (1617–1684)
- William Cavendish, 1. Duke of Devonshire, 4. Earl of Devonshire (1640–1707)
- William Cavendish, 2. Duke of Devonshire, 5. Earl of Devonshire (1673–1729)
- William Cavendish, 3. Duke of Devonshire, 6. Earl of Devonshire (1698–1755)
- William Cavendish, 4. Duke of Devonshire, 7. Earl of Devonshire (1720–1764)
- William Cavendish, 5. Duke of Devonshire, 8. Earl of Devonshire (1748–1811)
- William Cavendish, 6. Duke of Devonshire, 9. Earl of Devonshire (1790–1858)
- William Cavendish, 7. Duke of Devonshire, 10. Earl of Devonshire (1808–1891)
- Spencer Cavendish, 8. Duke of Devonshire, 11. Earl of Devonshire (1833–1908)
- Victor Cavendish, 9. Duke of Devonshire, 12. Earl of Devonshire (1868–1938)
- Edward Cavendish, 10. Duke of Devonshire, 13. Earl of Devonshire (1895–1950)
- Andrew Cavendish, 11. Duke of Devonshire, 14. Earl of Devonshire (1920–2004)
- Peregrine Cavendish, 12. Duke of Devonshire, 15. Earl of Devonshire (* 1944)

Voraussichtlicher Titelerbe (Heir apparent) ist der älteste Sohn des aktuellen Titelinhabers William Cavendish, Marquess of Hartington (* 1969).